# Yasmin Mahmoud
Yasmin Hamad Mahmoud Clausen, kendt som Yasmin Mahmoud, (født 1994 i Danmark) er en dansk skuespiller. Hun er uddannet socialpædagog. Hun har blandt andet medvirket i tv-serierne Øen (som 13-årig, 2007), Gidseltagningen (2019) og Løgnen (2025).

## Levnedsløb
Yasmin er vokset op i en dansk-palæstinensisk familie i Ølstykke med tre ældre brødre, heriblandt den ældste bror, journalisten og forfatteren Abdel Aziz Mahmoud. Hele familien blev portrætteret i tv-serien på seks afsnit Familien fra Lærkevej, der blev sendt på DR i 2016.
Som 13-årig havde Yasmin en rolle i tv-serien Øen, hvor hun spillede en 11-årig drengepige, som var en ud af otte kriminelle unge, som var blevet sendt til genopdragelse på en ø. Siden uddannede hun sig til socialpædagog og spillede blot lidt skoleteater og musical, indtil hun i 2017 blev kontaktet af et castingbureau til rollen som den unge kvinde June i anden sæson af tv-serien Gidseltagningen. Her baserede hun sin rolle på den virkelige danske syrienskriger Joanna Palani.
I 2025 spillede Mahmoud den ambitiøse sosu-assistent Khalida i tv-serien Løgnen på TV 2.
Privat blev Mahmoud gift med Lasse Clausen i 2024.

## Roller

### TV
- Øen (2007) - Miriam (2 afsnit)
- Gidseltagningen (2019) - June al-Baqee (sæson 2, 8 afsnit)
- Om natten lyver jeg aldrig (2020) - Maysaa (4 afsnit)
- Den som dræber (2021) - Yasmin (sæson 2 Fanget af mørket, 1 afsnit)
- Løgnen (2025) - Khalida (3 afsnit)

### Film
- Ønskebarn